# Rollo Gebhard
Rollo Gebhard (* 7. Juli 1921 in Salzburg; † 27. Dezember 2013 in Bad Wiessee) war ein deutscher Einhandsegler, Autor und Tierschützer.

## Biografie
Er wurde als Sohn eines Privatgelehrten geboren und wuchs in Oberbayern, Sachsen, den Niederlanden und der Schweiz auf. Mit 17 Jahren bestand er das Abitur. Im Zweiten Weltkrieg wurde er bei der Luftwaffe als Fotograf ausgebildet. In der Nachkriegszeit wohnte er in Garmisch und arbeitete dort als Laborleiter eines Fotogeschäftes. In der Folgezeit war er Theater-Schauspieler und Kaufmann (Schallplatten-/Musikgeschäft).
1956 kam er zum Segeln, als er sein erstes Segelboot, die Hansa-Jolle Solveig I mit der Baunummer 79 aus der Werft Abeking & Rasmussen kaufte. Mit diesem Schiff begann seine „Segellaufbahn“ auf dem Starnberger See. Damit unternahm er drei Jahre später unter anderem Törns über das Mittelmeer zum Roten Meer und bis zum Golf von Aden.
Mit dem 5,6 Meter langen mit Kajüte ausgestatteten Sperrholzboot Solveig II – Typ „Caprice“, gebaut auf der Isle of Wight, machte er 1963 seine erste Atlantikpassage von Italien nach New York City. Die Atlantiküberquerung mit einem derart kleinen Boot machte Gebhard auf einen Schlag in den USA bekannt, während die Reaktion der Medien und der Öffentlichkeit in Deutschland eher verhalten war. Von da an bestritt Gebhard seinen Lebensunterhalt durch öffentliche Vorträge über seine Segeltouren.
Kurze Zeit später erwarb er einen Fahrtenkreuzer – Typ „Condor 7“ (Länge 7,4 m, Breite 2,4 m) aus glasfaserverstärktem Kunststoff bei der Stöberl-Werft in Eggstätt und nannte ihn Solveig III. Mit diesem Boot segelte er zweimal einhand um die Welt (1967 bis 1970 und 1975 bis 1979). Dieses Boot konnte im Deutschen Schifffahrtsmuseum in Bremerhaven besichtigt werden.
1983 startete er mit seiner späteren Ehefrau Angelika Zilcher auf einer Hallberg-Rassy 42 mit dem Maßen 12,93 mal 3,79 m eine dritte Weltumsegelung. Sie dauerte acht Jahre inklusive einer sechsmonatigen Fahrt am Stück von Cairns/Australien nach Emden/Deutschland.
Gebhard erhielt für seine Reisen 1991 die höchste deutsche Auszeichnung für Hochseesegler, den Trans-Ocean-Preis.
1991 gründete Gebhard die „Gesellschaft zur Rettung der Delphine“ (GRD). Ab 1993 konzentrierte sich Rollo Gebhard auf Expeditionsfahrten mit dem Motorboot. Seine erste Fahrt führte ihn mit der Solveig V (Typ Linssen Sturdy 36) 2000 km (1080 sm) über die Flüsse und Kanäle zwischen Elbe und Oder. 1995/96 folgten Fahrten durch die Gewässer Nordeuropas bis Sankt Petersburg. 1998/99 fuhr er mit der Motorjacht Solveig VII (Typ Linssen Sturdy 400) über die neun Donauländer zu den Küsten der Ukraine, der Türkei und Russlands.
Weitere Reisen mit diesem Schiff waren:
- 2001: von der Ostsee bis zum Schwarzen Meer, quer durch Russland unter russischer Flagge
- 2002: von Istanbul über Kreta, Tunesien und Korsika nach Marseille
- 2003: von Marseille die Rhone aufwärts bis nach Papenburg an der Ems.

Bei dieser Umrundung Europas auf der Ostroute durch das Binnenland von 2001 bis 2003 legte er rund 15.000 km (8100 sm) zurück.